# PlayStation Now
PlayStation Now – subskrypcyjna usługa rozgrywki opartej na chmurze obliczeniowej, dostępna na konsolach gier wideo firmy Sony Interactive Entertainment. Usługa oferowała możliwość odtwarzania gier z konsol PlayStation 2, PlayStation 3 i PlayStation 4 na komputerach, telewizorach z serii Bravia, telewizorach Samsunga, odtwarzaczach Blu-Ray Sony oraz na konsolach PlayStation 3, PlayStation Vita, PlayStation 4 i PlayStation 5. Ponadto gry PlayStation 2 i PlayStation 4 można było pobrać, aby grać lokalnie na PlayStation 4 i PlayStation 5. Wraz z restrukturyzacją usługi PlayStation Plus w czerwcu 2022 roku PlayStation Now zostało zamknięte, ale jej funkcjonalność została włączona do subskrypcji PlayStation Plus Premium.

## Historia
PlayStation Now zostało ogłoszone 7 stycznia 2014 roku na targach Consumer Electronics Show 2014, a jego działanie opierało się na technologii firmy Gaikai. Na targach CES firma Sony zaprezentowała dema gier The Last of Us, God of War: Wstąpienie, Puppeteer i Beyond: Two Souls, w które można było grać za pośrednictwem PS Now. Zamknięta beta rozpoczęła się w Stanach Zjednoczonych 28 stycznia na PS3, a 19 maja została rozszerzona na PS4.
PlayStation Now zostało uruchomione w ramach otwartej bety w Stanach Zjednoczonych i Kanadzie na PS4 31 lipca 2014 roku, na PS3 18 września 2014 roku, a na konsoli PS Vita i wybranych telewizorach z serii Bravia 14 października 2014. Na Gamescom 2014 firma SCE ogłosiła, że PS Now pojawi się w Europie w 2015 roku, a Wielka Brytania będzie pierwszym krajem europejskim, który uzyska dostęp do usługi.
Na targach CES 2015 firma Sony potwierdziła, że PlayStation Now pojawi się w Ameryce Północnej na PS4 jako pełna wersja 13 stycznia 2015 roku. Oficjalne zaproszenia do wersji beta w Europie zaczęły być wysyłane do posiadaczy PS4 15 kwietnia 2015 roku.
17 lutego 2017 roku Sony ogłosiło, że do 15 sierpnia 2017 roku zaprzestanie oferowania usługi PlayStation Now na PlayStation 3, PlayStation Vita, PlayStation TV, telewizorach Sony Bravia,  odtwarzaczach Blu-ray Sony i wszystkich telewizorach Samsunga.
20 września 2018 roku Sony ogłosiło, że użytkownicy PlayStation 4 będą mogli pobierać gry na PlayStation 2 i PlayStation 4 oferowane za pośrednictwem PS Now.
23 stycznia 2019 roku Sony ogłosiło, że usługa zostanie uruchomiona w Hiszpanii, Włoszech, Portugalii, Norwegii, Danii, Finlandii i Szwecji pod koniec roku. Wersja beta dla tych krajów została uruchomiona na początku lutego, a pełna usługa została uruchomiona 12 marca 2019 roku.
3 grudnia 2021 roku Bloomberg poinformował, że Sony pracuje nad nową usługą subskrypcyjną o nazwie kodowej „Spartacus”. Usługa miałaby być połączeniem obecnych usług firmy, PlayStation Plus i PlayStation Now, przy czym firma podobno zamierza zachować markę Plus. Usługa miałaby obejmować trzy poziomy: pierwszy obejmowałby wszystkie korzyści, jakie obejmowałoby PlayStation Plus, drugi rozszerzałby pierwszy o katalog tytułów, a trzeci rozszerzałby pierwsze dwa o wersje próbne gier, a także katalog gier z PlayStation, PlayStation 2, PlayStation 3 i PlayStation Portable.
29 marca 2022 roku Sony oficjalnie ogłosiło połączenie dwóch usług pod marką Plus. Fuzja miała miejsce w czerwcu 2022 roku.